# Pearl Rocks
Die Pearl Rocks (aus dem Englischen übersetzt Perlenfelsen) sind eine Gruppe aus häufig schneebedeckten Klippenfelsen im Palmer-Archipel westlich der Antarktischen Halbinsel. Sie verteilen sich unmittelbar vor der Westküste von Tower Island über ein Gebiet von 5 mal 3 km.
Teilnehmer der Falkland Islands and Dependencies Aerial Survey Expedition (1955–57) gaben ihnen ihren deskriptiven Namen.